# Dream pop
El dream pop es un subgénero musical del rock alternativo, descendiente moderno del Ethereal Wave, pero con un estilo más suave, atmosférico y onírico. Se caracteriza por guitarras que utilizan pedales de efectos con eco, en especial el delay y el chorus (este es el caso de los que siguen el estilo Cocteau Twins), o también sin efectos pero con sonidos suaves casi carentes de distorsiones o ruidos abrasivos y con un ambiente melancólico y triste, así como por el uso de guitarras con acordes transmitiendo un sonido ensoñador, triste o de baladas con un ritmo lento.
El primer Dream Pop se presentaba utilizando sintetizadores densos, bajos monótonos y baterías programadas, pero luego aparecieron bateristas reales que empezaron a ejecutar ritmos pausados y lentos al estilo del Britpop. Las voces por lo común son suaves, apropiadas al ambiente lánguido de su música.
Cabe destacar que el Dream pop suele dividirse en dos categorías: el Dream Pop ligado a la "música gótica" por la influencia wave etéreo que heredó, añadiéndole voces etéreas, guitarras con efectos de delay y bajos; y el Dream Pop ligado al "rock alternativo" que se basa en guitarras eléctricas con efectos y guitarras acústicas con acordes que generan sonidos ensoñadores y de tristeza, y que también se encuentra asociada al Shoegaze, que es un subgénero de este. De cualquier forma, tanto el dream pop gótico o alternativo vienen influenciados del estilo new wave que los precede.
Las portadas de los discos en su mayoría reflejan el arte minimalista, donde es raro que aparezcan las caras de los artistas ejecutantes y que muchas veces reflejan motivos oníricos o de la naturaleza.

## Historia
Cocteau Twins son considerados los creadores de este género. El nombre del género proviene de Alex Ayuli, del grupo A.R.Kane, que acuñó así a su música de ensueño. Cabe destacar también el colectivo This Mortal Coil, que bajo la mano del fundador del sello 4AD, Ivo Watts-Russell, juntó a las principales estrellas de la escena Dream Pop de los 80s en el Reino Unido.
Los orígenes del género se remontan hacia mediados de la década de los 80 con la publicación de Treasure, el tercer disco de Cocteau Twins. Ya entrados a los años 90, el estilo ganaría una popularidad moderada con bandas como Slowdive, Mazzy Star y The Cranberries. 
Otros artistas del género son The xx, M83, Mew, The Radio Dept., The Sundays y Beach House. Sus discos más populares son "Treasure" (1984) y "Heaven or Las Vegas" (1990) de los Cocteau Twins, "Souvlaki" (1993) de Slowdive, "So Tonight That I Might See" (1993) y "Fade Into You" (1994),de Mazzy Star, "Floating Into The Night" (1989) de Julee Cruise y "Teen Dream" (2010) de Beach House.
A comienzos de la década del 2010, bandas emblemáticas empiezan a desaparecer y empiezan a aparecer nuevos aires del dance-pop/electro-pop que intentan rememorar los ochenta, pero con la música electrónica y el sonido hip-hop propio del siglo XXI. Empiezan a aparecer artistas y bandas como Robin Guthrie (exguitarrista de la banda líder del Dream Pop, Cocteau Twins), Au Revoir Simone, Cranes, School of Seven Bells, Speck Mountain, Beach House, M83, The Radio Dept., Iamamiwhoami, etc. que le siguen dando vida al género con un aparente recambio de bandas nuevas que están empezando a explotar comercialmente, como ya lo hicieron otras años atrás. El crecimiento más destacado en la década del 2010 es el de Beach House, que ya viene sumando interesantes discos con Teen Dream y Bloom, y que está alcanzando una fama similar a la que tuvo Cocteau Twins. A mediados de década, la artista Lana Del Rey y la banda indie The War on Drugs hicieron que este género influyese considerablemente en sus trabajos Ultraviolence y Lost in the Dream, así también como Coldplay, que sigue agregando elementos del género a sus discos, el cual ensamblado a las influencias del Britpop, del Rock Alternativo y de la Música Electrónica forma el Post-Britpop.